# 索丝菌属
索絲菌属為芽孢杆菌目李斯特氏菌科的一属革兰氏阳性菌。规则、不分支的杆菌。广泛分布于环境中，主要出现于肉产品中。此属的模式种为热杀索丝菌(Brochothrix thermosphacta)。

## 下属物种
- 野油菜索丝菌 Brochothrix campestris Talon et al. 1988
- 热杀索丝菌 Brochothrix thermosphacta (McLean and Sulzbacher 1953) Sneath and Jones 1976